# Passagen
För andra betydelser, se Passagen (olika betydelser).
Passagen var en svensk community och webbportal som var aktiv från 1995. År 2017 såldes Passagen och gjordes om till en spelportal.

## Historia och ledarskap
Portalen började utvecklas 1994 av Ken Ceder, Lars-Erik Eriksson och Mattias Söderhielm som en del av Telia. Lanseringen av sajten skedde i september 1995, då som en portal med länkar till externa sajter. En av de som tidigt anställdes för att skapa innehåll till Passagen var Jonas Birgersson innan han gick vidare och startade Framtidsfabriken. Fler funktioner, inklusive en e-handelsplattform, chatt och möjligheten för medlemmarna att lägga upp egna webbsidor lanserades i maj 1996. Vid denna tiden var den genomsnittlige besökaren på Passagen mellan 15 och 35 år gammal och två tredjedelar var män. Den stora konkurrenten till Passagen var Postens webbportal Torget.se. Det faktum att två stora aktörer tidigt satsade på internet har framhållits som viktigt för Sveriges internetutveckling.
Fram till 1999 var Passagen den näst största webbsajten i Sverige efter Microsofts webbplats msn.se räknat i antal sidvisningar. I januari 1999 hade sidan 1,46 miljoner besökare och 400 000 medlemmar. De många besökarna till trots blev det aldrig några större intäkter av att driva Passagen, vars tjänster är gratis att använda. Mellan 1998 och 2001 ägdes Passagen av Scandinavia Online, som var ett dotterbolag till den norska mediakoncernen Schibsted. År 2001 såldes Passagen tillsammans med systersajten Evreka till Eniro. Mellan 2008 och 2009 ägdes Passagen och Spray.se av Eniro och Allers förlag i ett gemensamt bolag. Chef för Passagen mellan 2007 och 2009 var Ulf Magnusson. Han efterträdde Andreas Aspegren som varit dess chef sedan 2001. I augusti 2009 tog Result över företaget och sedan september 2010 införlivades Spray och Passagen i Keynote Media Group, där bland annat Nöjesguiden och Rodeo ingick.
Keynote Media Group likviderades den 3 maj 2018. 
I november 2022 förvärvades domänen och verksamheten av Data-World GmbH, med syfte att fokusera verksamheten på fintech och spelindustrin. 

## Utveckling
Under de år som Passagen ägdes av Eniro blev den allt mer integrerad med deras tjänster, samtidigt som man inriktade sig mindre mot att vara en webbportal och mer åt att vara en community. Tjänster som chatt, bloggar, webbplatsutrymme, debattforum, och e-post erbjuds. Chatten avvecklades dock 2012 och Bloggen 2015.
Sedan sommaren 2006 kunde man skapa sin egen profil, under kategorin "Alias". 2009 hade sajten enligt egen utsago över en miljon registrerade medlemmar.